# Ghenwa Jalloul
Pour les articles homonymes, voir Jalloul.
Ghenwa Jalloul (née à Beyrouth en 1962) est une femme politique libanaise.

## Biographie
Docteur en informatique après des études à l’université américaine de Beyrouth et à l’Université Technologique de Sydney, elle occupe différents postes dans le corps professoral et académique de l’université américaine de Beyrouth.
Proche de Rafiq Hariri, membre du Courant du Futur, il la choisit en 2000 pour se présenter contre son rival historique, l’ancien Premier ministre Salim El-Hoss. Elle gagne les élections et bat Salim El-Hoss avec une large avance, à la surprise générale.
Députée sunnite de Beyrouth entre 2000 et 2009, elle a présidé depuis la commission parlementaire des Technologies de l’information.